# Exposición Universal de París (1889)

Fotografía aérea de la Exposición Universal de 1889. En el centro de la imagen se ve el arco de entrada conocido como la Torre Eiffel.

La Exposición Universal de París (1889) tuvo lugar en París, Francia, del 6 de mayo al 31 de octubre de 1889.
Fue celebrada en el centenario de la toma de la Bastilla, un acontecimiento tradicionalmente considerado como el símbolo del comienzo de la Revolución francesa.
Esta exposición marcó un momento culminante que da cierre a un largo periodo. Nuevas concepciones en la construcción, y nuevos adelantos en la industria se unieron para darle a la Exposición una radiante brillantez y una enorme influencia.
El símbolo principal de la Exposición Universal fue la torre Eiffel, completada en 1889, y que servía como arco de entrada a la Feria.
Se podría decir que los desarrollos desde la primera exposición universal hasta esta, se ven culminados en la Galería de Máquinas de 1889 (Palacio de las Máquinas). El progreso entre la exposición de 1878 y 1889 fue tan enorme, que los visitantes llegaban a sentirse sobrecogidos por la atrevida construcción de la Galería de las Máquinas y de la torre Eiffel. Estos edificios alcanzaron un nivel que no ha sido superado.
La Exposición cubrió un área total de 96 hectáreas, incluyendo el Campo de Marte (Champ de Mars), el Trocadéro, la estación de Orsay, una parte del Sena, y la explanada de los Inválidos (Hôtel des Invalides).

## Atracciones

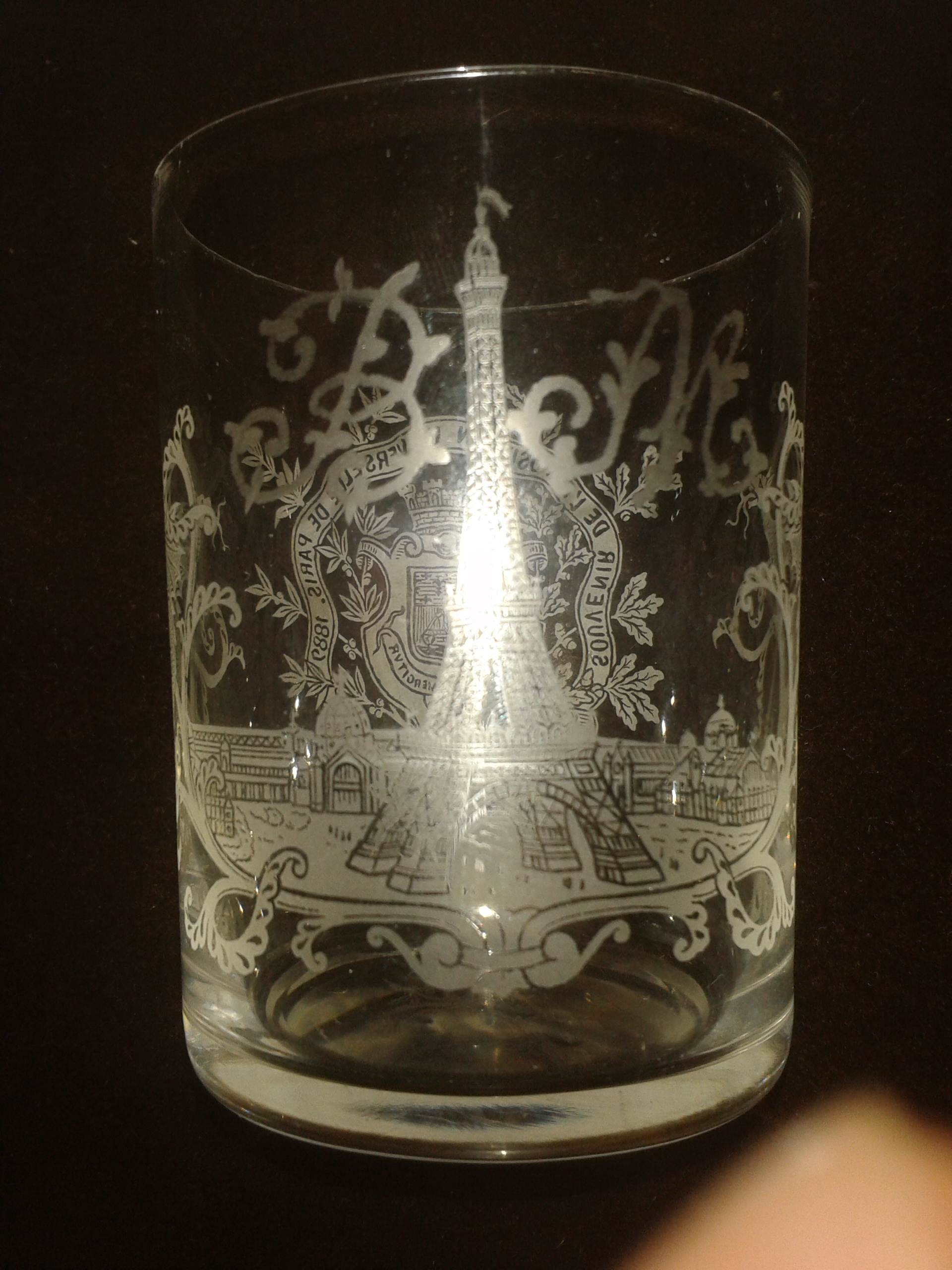
Vaso conmemorativo de la inauguración de la torre Eiffel.

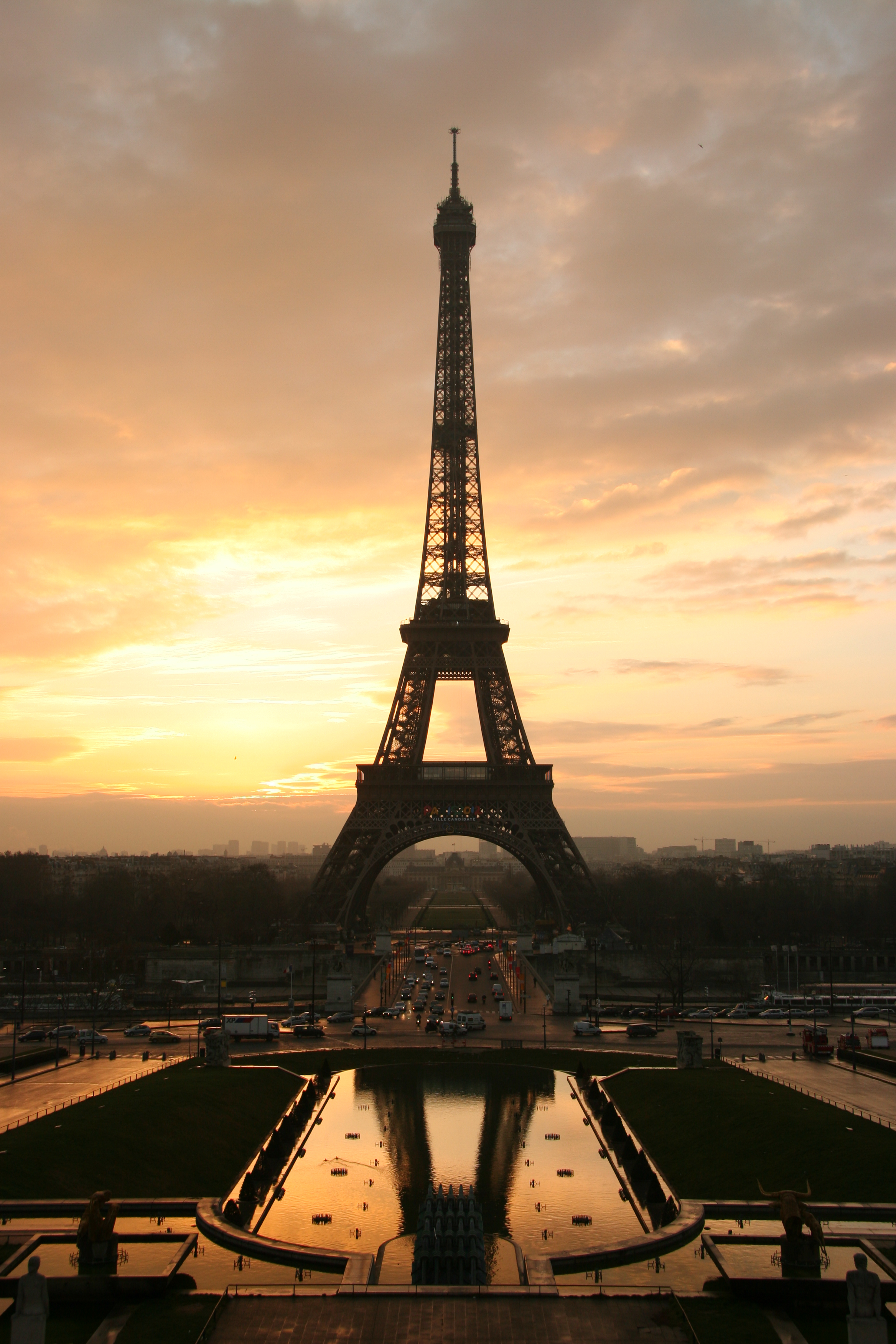
Vista actual de la torre Eiffel.

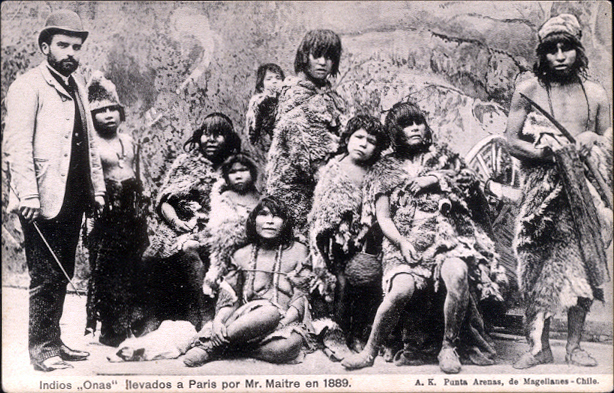
Nativos de Tierra del Fuego (Patagonia), llevados a París por el empresario ballenero belga Maurice Maître para la exposición.

"Un pueblo Negro" (village nègre), una atracción donde fueron mostradas 400 personas indígenas, constituyó la atracción principal.
En la Exposición, el compositor francés Claude Debussy escuchó por primera vez la música javanesa de gamelan, realizada por un conjunto proveniente de Java. David Toop, un crítico musical moderno, denota la experiencia de Debussy en la feria como iniciadora de la música ambiente, que ha evolucionado posteriormente a lo largo de un árbol de innovadores músicos, como Sun Ra, John Cage, e innumerables otros.
William Stroudley, superintendente de las locomotoras de la London, Brighton and South Coast Railway mostraba una de sus locomotoras, y murió durante la exhibición.
Heineken recibió el Grand Prix (gran premio) a la exposición.
Buffalo Bill reclutó a la excelente tiradora americana Annie Oakley para unirse a su "Muestra del Salvaje Oeste", que mostró al público a lo largo de la Exposición.
El recinto contó además con una plaza de toros, construida por Mariano Hernando de Larramendi, en el Campo de Marte. Se inauguró el 20 de junio de 1889. En la corrida inaugural actuaron Antonio Carmona, el Gordito, Fernando Gómez ''El Gallo'' y Juan Ruiz ''Lagartija''.

## Pabellones

### Pabellón Argentino
Fue diseñado por el arquitecto francés Albert Ballu. Era un edificio construido en hierro y vidrio, totalmente desmontable, profusamente decorado y muy moderno.
Fue inaugurado el 25 de mayo de 1889 y obtuvo el primer premio entre los pabellones de los países extranjeros. Tenía un peso de 1600 toneladas aproximadamente (entre el armazón, molduras, cerámicas y esculturas decorativas) y ocupaba un predio de 1600 m² en el Campo de Marte, muy cerca de la "Torre Eiffel". En el exterior, las cuatro fachadas estaban ornamentadas con escudos de cerámica polícroma, y en cada una de las esquinas se emplazaron grupos escultóricos, alegorías de "La Navegación" y "La Agricultura". Poseía dos plantas, el interior contaba con, además de exquisitas decoraciones en mosaicos y porcelanas, numerosos vitrales de gran colorido y luminosidad, destacándose el que representaba a "La República Francesa recibiendo a la República Argentina", obra de artistas locales. Todos los materiales utilizados fueron franceses (según directivas de la exposición), como así también los escultores y decoradores que participaron, aunque esta fue decisión de la nación.
La ciudad de La Plata fue premiada en la exposición, se le otorgaron dos medallas doradas en las categorías «Ciudad del Futuro» y «Mejor realización construida».

### Pabellón Chileno
Fue construido en Francia, en 1889, con el fin de representar a Chile en la Exposición Universal de París que se celebró en el centenario de la toma de la Bastilla, que dio inicio a la Revolución Francesa. Fue diseñado por el arquitecto francés Henri Picq. Está construido en hierro, acero y zinc, con una estructura desmontable. Tras la exposición fue desarmado y embarcado a Valparaíso, y luego trasladado a Santiago de Chile. El ministro Carlos Antúnez fue el encargado de presentar un edificio que representara al país en la Gran Exposición, pidió que el edificio fuera desmontable, para no perder así la inversión y poder trasladarlo a Chile una vez concluida la exposición, planteó que los materiales de la estructura estuvieran compuestos de hierro, acero y zinc, los cuales adquirieron auge con la Revolución Industrial que estaba en pleno auge en ese momento. El Pabellón tiene una planta cuadrada de 10 por 10 m, con dos pisos de 10 m de altura, que terminan en una gran cúpula vidriada central, junto a otras cuatro cúpulas más pequeñas, que se encuentran en las esquinas
En 1894 fue rearmado y montado en el Parque Quinta Normal en Santiago donde aún se conserva y desde 1992 alberga al Museo Artequin. El edificio posee una estructura metálica desarmable, de hierro, acero y zinc, combinada con vitrales y decorados de yeso y cemento. 

### Pabellón Venezolano
Fue diseñado por el arquitecto francés Edmond Paulin como un edificio ecléctico de 450 m², combinando la arquitectura neocolonial española y el barroco. Fue el primer pabellón propio del país en una exposición internacional, y mostró una alta gama de productos, hasta ahora la mayor en la historia de las participaciones venezolanas.[cita requerida]

## Datos
- Gastos: 41.255.267,59 francos [cita requerida]
- Visitantes: 32.250.297[4] [cita requerida]
- Expositores: más de 61.722 [cita requerida]
- Países participantes: 35 [cita requerida][4]